# Dario Wüthrich
Dario Wüthrich, né le 26 septembre 1999 à Würenlos, est un joueur suisse de hockey sur glace. Il joue au poste de défenseur.

## Biographie

### Jeunesse
Wüthrich
Formé à l'EHC Wettingen-Baden, Wüthrich joue également pour l'équipe principale de sa région, l'EHC Aarau. Il est rapidement repéré et intègre le système junior de l'EV Zoug à partir de la saison 2013-2014.

### En club
Wuthrich commence sa carrière professionnelle avec l'EVZ Academy en LNB. Le 22 novembre 2016, il dispute son premier match officielle, que son équipe perd sur le score de quatre à un face au EHC Olten. Il inscrit son premier point, une passe, le 26 septembre 2017, lors d'un match face au SC Langenthal. Quelques jours plus tard, le 3 octobre 2017, il marque son premier but face au HC Viège. Lors de la saison 2018-2019, il s'établit en Swiss League avec l'EVZ Academy et dispute également deux matchs en National League. Lors du sacre de champion de Zoug en 2020-2021, il joue dix matchs durant la saison et fait partie du cadre élargi du contingent lors des séries éliminatoires, mais ne dispute aucun match.
En décembre 2021, il est prêté le temps de deux matchs aux SCL Tigers. Au printemps 2022, il est champion de suisse, contrairement à l'année précédente, il joue neufs matchs lors des séries éliminatoires. À la suite d'une blessure qui a perturbé sa préparation, il perd sa place dans l'effectif zougois à l'automne 2022. Le club décide de le prêter au HC Ambrì-Piotta po 'il retrouve du temps de jeu. à la mi-janvier 2023, il est même prêté en SL au HC Viège, club avec lequel il termine la saison. Pour les deux prochaines saisons, il s'engage avec Ambrì.

### Carrière internationale
Wüthrich représente la Suisse sur la scène internationale. Il participe à la Coupe Hlinka-Gretzky en août 2016, la Suisse se classe à la 8e place du tournoi. Il participe au Défi mondial junior A en novembre 2016 et en novembre 2017, la Suisse se classe à la 6e place lors des deux tournois.
Il est sélectionné dans l'équipe disputant les Beijer Hockey Games, une compétition de l'Euro Hockey Tour durant la saison 2023-2024 où la Suisse se classe à la 4e place.

## Vie privée
Wuthrich grandit à Würenlos. En dehors du sport, il a suivi une formation pour être employé de commerce. Son père s'appelle Hanspeter et sa mère Karin et il a un frère, Sandro. Il est en couple avec Sophie Hediger, une adepte du Boardercross jusqu'à son décès en 2024.

## Statistiques

### En club

#### Championnat
| Saison        | Équipe          | Ligue            |     | Saison régulière | Saison régulière | Saison régulière | Saison régulière | Saison régulière |   | Séries éliminatoires | Séries éliminatoires | Séries éliminatoires | Séries éliminatoires | Séries éliminatoires |
| Saison        | Équipe          | Ligue            | PJ  | B                | A                | Pts              | Pun              | PJ               | B | A                    | Pts                  | Pun                  |                      |                      |
| 2015-2016     | EV Zoug U20     | Juniors Élites A | 5   | 0                | 0                | 0                | 4                | 1                | 0 | 0                    | 0                    | 0                    |                      |                      |
| 2016-2017     | EV Zoug U20     | Juniors Élites A | 42  | 5                | 7                | 12               | 26               | 2                | 0 | 1                    | 1                    | 0                    |                      |                      |
| 2016-2017     | EVZ Academy     | LNB              | 4   | 0                | 0                | 0                | 2                | -                | - | -                    | -                    | -                    |                      |                      |
| 2017-2018     | EV Zoug U20     | Juniors Élites A | 2   | 1                | 0                | 1                | 0                | 9                | 2 | 1                    | 3                    | 2                    |                      |                      |
| 2017-2018     | EVZ Academy     | SL               | 37  | 2                | 3                | 5                | 14               | 4                | 0 | 0                    | 0                    | 0                    |                      |                      |
| 2018-2019     | EV Zoug U20     | Juniors Élites A | 1   | 0                | 1                | 1                | 0                | 4                | 0 | 2                    | 2                    | 0                    |                      |                      |
| 2018-2019     | EV Zoug         | NL               | 2   | 0                | 0                | 0                | 2                | 1                | 0 | 0                    | 0                    | 0                    |                      |                      |
| 2018-2019     | EVZ Academy     | SL               | 30  | 0                | 7                | 7                | 14               | 4                | 0 | 2                    | 2                    | 2                    |                      |                      |
| 2019-2020     | EVZ Academy     | SL               | 41  | 5                | 8                | 13               | 14               | 4                | 0 | 1                    | 1                    | 0                    |                      |                      |
| 2019-2020     | EV Zoug         | NL               | 3   | 0                | 0                | 0                | 0                | -                | - | -                    | -                    | -                    |                      |                      |
| 2020-2021     | EV Zoug         | NL               | 10  | 0                | 0                | 0                | 4                | -                | - | -                    | -                    | -                    |                      |                      |
| 2020-2021     | EVZ Academy     | SL               | 20  | 3                | 10               | 13               | 20               | -                | - | -                    | -                    | -                    |                      |                      |
| 2021-2022     | EV Zoug         | NL               | 35  | 0                | 2                | 2                | 6                | 9                | 0 | 0                    | 0                    | 0                    |                      |                      |
| 2021-2022     | EVZ Academy     | SL               | 15  | 1                | 2                | 3                | 10               | -                | - | -                    | -                    | -                    |                      |                      |
| 2021-2022     | SCL Tigers      | NL               | 2   | 0                | 0                | 0                | 0                | -                | - | -                    | -                    | -                    |                      |                      |
| 2022-2023     | HC Ambrì-Piotta | NL               | 18  | 0                | 0                | 0                | 2                | -                | - | -                    | -                    | -                    |                      |                      |
| 2022-2023     | HC Viège        | SL               | 8   | 0                | 0                | 0                | 7                | 6                | 2 | 1                    | 3                    | 4                    |                      |                      |
| 2023-2024     | HC Ambrì-Piotta | NL               | 49  | 0                | 2                | 2                | 16               | 3                | 0 | 0                    | 0                    | 2                    |                      |                      |
| Totaux LNB/SL | Totaux LNB/SL   | Totaux LNB/SL    | 155 | 11               | 30               | 41               | 81               | 18               | 2 | 4                    | 6                    | 6                    |                      |                      |
| Totaux NL     | Totaux NL       | Totaux NL        | 119 | 0                | 4                | 4                | 30               | 13               | 0 | 0                    | 0                    | 2                    |                      |                      |

#### Tournoi
| Saison    | Équipe          | Compétition         |   | PJ | B | A | Pts | Pun                  |  | Résultat |
| 2015-2016 | EV Zoug U20     | RBS Elite Jr. A     | 1 | 1  | 0 | 1 | 2   |                      |  |          |
| 2017-2018 | EVZ Academy     | Coupe de Suisse     | 1 | 0  | 0 | 0 | 2   | Seizième de finale   |  |          |
| 2018-2019 | EVZ Academy     | Coupe de Suisse     | 2 | 0  | 0 | 0 | 2   | Huitième de finale   |  |          |
| 2019-2020 | EV Zoug         | Ligue des Champions | 3 | 0  | 0 | 0 | 0   | Quart de finale      |  |          |
| 2019-2020 | EVZ Academy     | Coupe de Suisse     | 1 | 0  | 0 | 0 | 0   | Seizième de finale   |  |          |
| 2020-2021 | EVZ Academy     | Coupe de Suisse     | 1 | 0  | 0 | 0 | 0   | Seizième de finale   |  |          |
| 2020-2021 | EV Zoug         | Coupe de Suisse     | 1 | 0  | 0 | 0 | 0   | Huitième de finale   |  |          |
| 2021-2022 | EV Zoug         | Ligue des Champions | 3 | 0  | 0 | 0 | 2   | 3e place du groupe D |  |          |
| 2022-2023 | EV Zoug         | Ligue des Champions | 2 | 0  | 0 | 0 | 0   | Demi-Finale          |  |          |
| 2023      | HC Ambrì-Piotta | Coupe Spengler      | 2 | 0  | 0 | 0 | 0   | Quart de finale      |  |          |

### En équipe nationale
| Année     | Équipe     | Compétition           |   | PJ | B | A | Pts | Pun      |  | Résultat |
| 2016      | Suisse U18 | Coupe Hlinka-Gretzky  | 3 | 0  | 0 | 0 | 0   | 8e place |  |          |
| 2016      | Suisse U18 | Défi mondial junior A | 4 | 0  | 0 | 0 | 0   | 6e place |  |          |
| 2017      | Suisse U18 | Défi mondial junior A | 4 | 1  | 1 | 2 | 2   | 6e place |  |          |
| 2023-2024 | Suisse     | Euro Hockey Tour      | 3 | 0  | 0 | 0 | 2   | 4e place |  |          |

## Trophées et honneurs personnels

### National League
- Champion de Suisse 2022 avec le EV Zoug.